# Godtfred Kirk Christiansen
Godtfred Kirk Christiansen (8 de julho de 1920 - 13 de julho de 1995) é filho do carpinteiro Ole Kirk Christiansen, foi o Diretor Executivo do Grupo Lego de 1957 a 1973. Ele foi o terceiro filho do fundador da empresa Ole Kirk Christiansen e assumiu como Diretor Executivo em 1957, eventualmente se tornando o único proprietário. Godtfred é creditado por desempenhar um papel fundamental no desenvolvimento do design das peças de Lego e patenteou-o em 1958. Ele também criou o Lego System in Play, a pedra angular do brinquedo de construção Lego. Ele foi sucedido por seu filho, Kjeld Kirk Kristiansen em 1979.

## Carreira empresarial

### Início de carreira
Godtfred assumiu responsabilidades crescentes nos negócios de seu pai e, em 1950, ele se tornou vice-presidente júnior da empresa em seu 30º aniversário. Motivado por sua ambição de entender melhor o negócio, ele embarcou em uma viagem de vendas em 1951, acompanhado por sua esposa, Edith, que envolvia visitas a todos os clientes no sul da Jutlândia. Isso resultou em Godtfred ganhando vários pedidos e também o ajudou a entender como os produtos eram exibidos nas lojas. Em 1952, ele experimentou um grande desentendimento com seu pai, que queria expandir a fábrica. Como resultado, Godtfred renunciou, mas pai e filho mais tarde deixaram de lado suas diferenças e ele reassumiu seu cargo.

### Lego

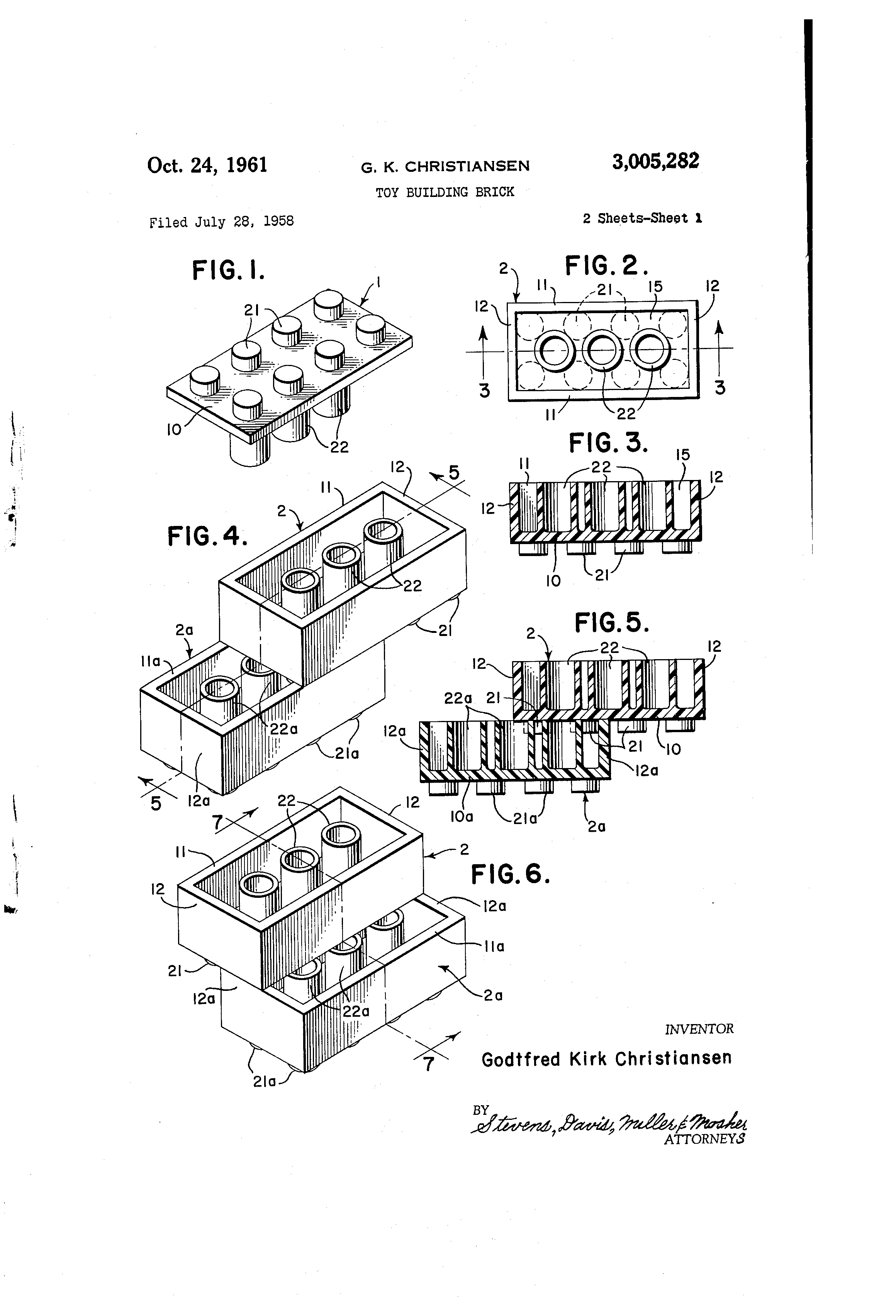
Desenho de patente para o Lego apresentado em 1958

Em 1946, a empresa deu o primeiro passo para a produção de brinquedos de plástico com a compra de uma injetora de plástico. Isso levou à introdução de um produto plástico chamado Automatic Binding Brick, que estava em produção em 1949. Ole e Godtfred foram inspirados no projeto de um cubo empilhável com duas fileiras de quatro pinos projetado por Hilary Fisher Page. O design foi modificado pelos Christiansens e, em 1953, os tijolos de plástico modificados receberam o nome de "tijolos de Lego". Infelizmente, as vendas iniciais foram fracas, pois os tijolos não eram muito resistentes e não se juntavam muito bem.
Em 1958, Godtfred desempenhou um papel fundamental no desenvolvimento do moderno tijolo Lego. Em 28 de janeiro de 1958, Godtfred reuniu-se com seu irmão, Karl Georg, e Axel Thomson, o chefe do escritório de vendas na Alemanha, e eles discutiram as reclamações que haviam recebido sobre a falta de robustez. Depois de discutir várias soluções, Godtfred esboçou algumas ideias no papel e, finalmente, entregou um design a Ove Nielsen, o chefe da oficina de moldagem de Lego. O projeto era para um novo tijolo com dois tubos. Ao voltar do escritório de patentes, Godtfred então considerou se três câmaras de ar funcionariam de maneira mais eficaz. Ele pediu a Ove Nielsen que criasse uma nova amostra, que foi enviada ao escritório de patentes. Este projeto com os três tubos internos da embreagem foi finalmente patenteado em 28 de janeiro de 1958 e se tornou o projeto icônico para o Lego moderno.

### Sistema Lego
Godtfred é creditado por definir o Lego System in Play, que se tornou a pedra angular do moderno brinquedo de construção Lego. Em 1954, ele fez uma visita a uma exposição de brinquedos na Grã-Bretanha, onde conheceu Troels Petersen, gerente de compras do departamento de brinquedos da Magasin du Nordem Copenhague. Quando Peterson comentou que a indústria de brinquedos não tinha sistema, Godtfred se inspirou para inventar um sistema que pudesse ser usado em jogos e passou vários meses desenvolvendo sua ideia. Ele definiu seis princípios denominados "Princípios de Brincadeira", que incluíam acessibilidade, durabilidade e adequação para meninos e meninas. Usando esses princípios como referência, ele revisou o portfólio de produtos da empresa e finalmente considerou que o bloco de Lego estava em conformidade com todos os seis princípios e oferecia mais possibilidades em termos de estabelecimento de um sistema de jogo.
Ao longo de um ano, Godtfred desenvolveu um tema urbano único e integrado que permitiria às crianças criar edifícios e complementá-los. Em 1955, Godtfred resumiu o conceito por trás do sistema: "Nossa ideia é preparar a criança para a vida, apelando para sua imaginação e desenvolvendo o impulso criativo e a alegria da criação, que são a força motriz de todo ser humano". O System of Play foi lançado em fevereiro de 1955 na Feira de Brinquedos de Nuremberg. Apesar das primeiras críticas mistas, finalmente obteve sucesso na Dinamarca e mais tarde na Alemanha. O Lego System in Play eventualmente se tornou o foco principal do negócio. Godtfred explicou o sistema afirmando que, "todos os elementos se encaixam, podem ser usados de várias maneiras, podem ser construídos juntos. Isso significa que os tijolos comprados anos atrás se encaixarão perfeitamente com os tijolos comprados no futuro".
Nos anos seguintes, Godtfred continuou a refinar o sistema definindo seus limites. Ele protegeu a integridade do sistema, limitando a gama de formas e cores produzidas. A gama de produtos aumentou, mas foi estritamente controlada, garantindo que todos os produtos consistissem nessas formas e cores limitadas. Esse sistema altamente focado, expansível e integrado finalmente sobreviveu a seus muitos concorrentes.

### Propriedade
Godtfred foi nomeado Diretor Executivo em 1957 e tornou-se o chefe da empresa após a morte de seu pai no ano seguinte. Em 4 de fevereiro de 1960, a empresa sofreu um grande revés quando um incêndio queimou totalmente a fábrica de madeira. No dia seguinte, Godtfred decidiu se concentrar na produção de tijolos de plástico e interromper a fabricação de brinquedos de madeira. Os tijolos Lego estavam se tornando mais conhecidos em toda a Europa Ocidental, enquanto os brinquedos de madeira eram vendidos apenas na Dinamarca. Os irmãos de Godtfred, Karl Georg e Gerhardt, não concordaram com a decisão de Godtfred e decidiram deixar a empresa. Consequentemente, Godtfred comprou suas ações na empresa e se tornou o único proprietário.

### Legoland
Em meados dos anos 1960, um crescente interesse na construção de modelos resultou em um número crescente de visitantes à fábrica de Lego. Os visitantes tiveram acesso à fábrica e à exposição de modelos, mas o número crescente de visitantes acabou colocando muita pressão sobre a empresa. Godtfred decidiu resolver o problema exibindo os modelos ao ar livre e pediu a Arnold Boutrup, designer-chefe de uma loja em Copenhagen, para criar um parque. Uma área de terreno em Billund foi transformada para criar Miniland, uma paisagem de casas criadas com tijolos de Lego. O novo parque cobria 14 acres e foi construído próximo à fábrica de Lego. Legoland Billund foi inaugurado em 7 de junho de 1968 e se tornou um sucesso, tornando-se uma das maiores atrações da Dinamarca.

### Carreira atrasada
Em 1973, Godtfred deixou o cargo de Diretor Executivo para assumir o cargo de Presidente do Conselho de Administração da Lego System A / S. A função de diretor administrativo foi assumida por Vagn Holck Andersen de 1973 a 1979, até que o filho de Godtfred, Kjeld Kirk Kristiansen assumiu como CEO em 1979. Godtfred continuou em sua função de Presidente do Conselho de Administração até abril de 1993.

## Morte
Christiansen morreu em 13 de julho de 1995, aos 75 anos; seu filho Kjeld Kirk Kristiansen assumiu a empresa após sua morte.